# Газификация угля
Газификация угля — физико-химический процесс преобразования угля, при котором он превращается в горючий газ. Процесс идёт, как правило, с использованием кислорода или иных газов.
Газификация угля может происходить непосредственно на месторождении или в промышленной установке. По состоянию на 2010 год в мире функционировало не менее 154 заводов по газификации угля, из которых 46 приходилось на Китай, 26 — на США, 20 на Германию, прочие были расположены в 23 других государствах. В СССР и России среди крупных проектов реализовывались только проекты подземной газификации.